# Adolf Kamienobrodzki
Adolf Kamienobrodzki (ur. 20 stycznia 1871 w Wiedniu, zm. 19 listopada 1946 we Wrocławiu) – polski architekt.

## Życiorys
Urodził się w rodzinie malarza i architekta Alfreda Kamienobrodzkiego i jego żony i Józefy z domu Kretzmary. Ukończył III gimnazjum we Lwowie. W 1894 skończył studia na Wydziale Architektury Politechniki Lwowskiej. Naukę kontynuował w paryskiej Ecole des Beaux Arts pod kierunkiem Paula Blondela. Po powrocie do Lwowa pracował w pracowni architektonicznej ojca, później w biurze inżyniera Stanisława Hołoniewskiego, a następnie u architekta Zygmunta Kędzierskiego. 
Był autorem Podręcznika dla budujących oraz licznych felietonów publikowanych w „Czasopiśmie technicznym”. Od 1896 należał do Polskiego Towarzystwa Politechnicznego we Lwowie, był członkiem Koła Polskich Architektów we Lwowie. Zasiadał w jury podczas konkursu na projekt przebudowy kościoła św. Anny (1912) i budowy gmachu Izby Rzemiosła (1912). Pracował jako uprawniony architekt krajowego komitetu wykonawczego, ale ze względu na stan zdrowia po 1931 przeszedł w stan spoczynku. Mieszkał przy ulicy Wronowskich 11, obecna Fiłareta Kołessy. 
W 1936 przeprowadził się do Warszawy, podczas Powstania warszawskiego był przetrzymywany w obozie przejściowym na Zieleniak. W 1946 mimo bardzo złego stanu zdrowia zdecydował się na przeprowadzkę z synem do Wrocławia, gdzie zmarł 19 listopada 1946, spoczywa na Cmentarzu św. Wawrzyńca przy ulicy Odona Bujwida.

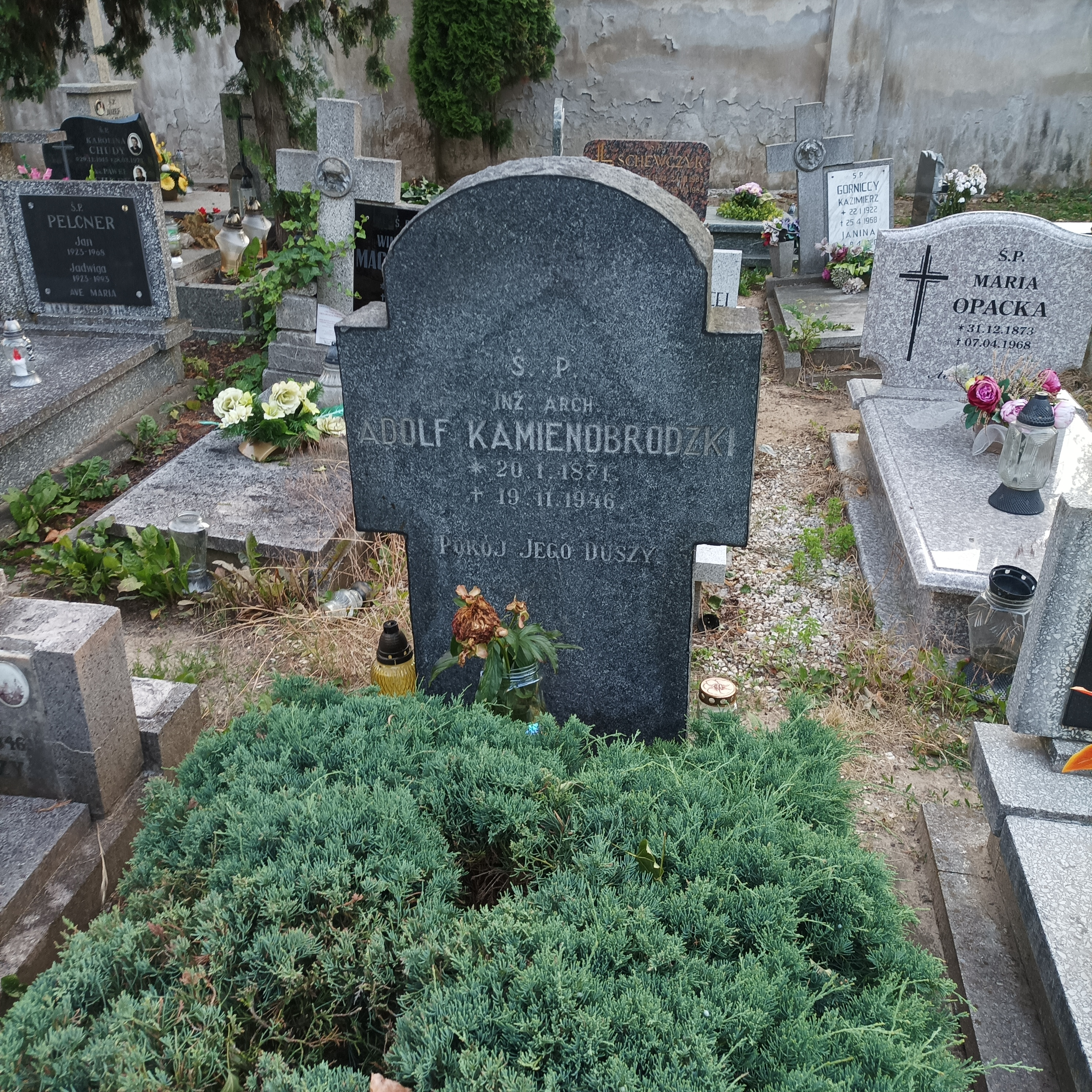
Grób Adolfa Kamienobrodzkiego na Cmentarzu Świętego Wawrzyńca we Wrocławiu

Był żonaty z Wilhelminą Scholtz, miał synów: Wilhelma (1899-1967), profesora technologii rolnej i Jerzego (1905-?) oraz córkę Martę (1898-?).

## Dorobek architektoniczny
Projekty zrealizowane
- Dobudowa skrzydła pałacu Sejmu Krajowego, od strony ulicy Listopadowego Czynu (Adama Mickiewicza) we Lwowie (1907-1908).
- Dwa pawilony Państwowego Zakładu dla Umysłowo Chorych w Kulparkowie (1920).
- Prace badawcze i konserwatorskie na zamku w Olesku, plany rekonstrukcji (1922-1928).
- Zabudowania zajezdni tramwajowej u zbiegu ulicy Gwardyjskiej (Kadecka, od 1938 Peowiaków) i Andrieja Sacharowa (Wulecka) we Lwowie (1926-1927).
- Budynek OCHMATDYT (Ochrony Macierzyństwa i Dzieciństwa) szpitala na ulicy Mykoły Łysenki 31 (Kurkowa) we Lwowie, zbudowana z funduszu ZUS (lata 30. XX w.).

Projekty niezrealizowane
- II nagroda w konkursie na przebudowę lwowskiego ratusza (1898).
- II nagroda w konkursie na gmach lwowskiej Izby Gospodarczej przy Prospekcie Szewczenki 17 (Akademicka), współautorem był Władysław Klimczak (1907).